# Jordi Alberch Vié
Jordi Alberch Vié (Barcelona, 1959) és un investigador i catedràtic d'universitat català. És membre del departament de Biomedicina de la Universitat de Barcelona i duu a terme la seva recerca a l'Institut d'Investigacions Biomèdiques August Pi i Sunyer.
Llicenciat en Medicina i Cirurgia per la Universitat de Barcelona, és catedràtic del Departament de Biomedicina de la Facultat de Medicina i Ciències de la Salut de la mateixa universitat i investigador de l'Institut d'Investigacions Biomèdiques August Pi i Sunyer. El seu camp d'investigació és la patofisiologia de malalties neurodegeneratives i al llarg de la seva carrera ha dut a terme la seva activitat en altres centres d'investigació als Estats Units i Europa. Va ser president electe de la Societat Espanyola de Neurologia per al període de 2013 i 2015. Ha estat membre de l'equip de govern de la Universitat de Barcelona, durant el mandat del rector Dídac Ramírez, ocupant el vicerectorat d'Investigació, Innovació i Transferència des de 2008. El 2016 en va ser nomenat rector en funcions després de la jubilació de l'anterior fins a la següents eleccions al rectorat.